# Zum Sperl
Zum Sperl var en danslokal som låg i stadsdelen Leopoldstadt i Wien.
I början av 1700-talet byggde den kejserliga jägaren Johann Georg Sperlbauer värdshuset Zum Sperlbauer, som senare fick namnet Zum Sperl. Hans barnbarn gifte sig med Johann Georg Scherzer (1776–1858), som lät bygga om huset till en danslokal med trädgård. Tack vare musiker som Michael Pamer, Joseph Lanner och Johann Strauss den äldre blev nöjesstället mycket populärt och välbesökt. 
1835 överlät Scherzer lokalen till sina söner som ändrade om Zum Sperl till en elegant parisisk salong. 1849 uppträdde Johann Strauss den äldre här för sista gången innan han dog. 1857 sålde Scherzer etablissemanget och det förföll till ett tillhåll för tvivelaktiga sällskap och en träffpunkt för demimonder. 1873 stängdes Zum Sperl och revs. Några år senare byggdes ett gymnasium på platsen. 